# ميرا كيمبل
ميرا كيمبل (بالإنجليزية: Myra Kemble)‏ هي ممثلة أسترالية، ولدت في 17 نوفمبر 1857، وتوفيت في 27 أكتوبر 1906.